# I leoni di Sicilia
I leoni di Sicilia è un romanzo storico di Stefania Auci,  Il libro è stato pubblicato dalla Editrice Nord nel 2019. Dopo il successo ottenuto, l'autrice ha scritto il seguito del romanzo, L'inverno dei Leoni, pubblicato nel maggio 2021.

## Tema e stile
Il romanzo si propone di raccontare le vicende della famiglia dei Florio, divenuta nella Palermo dell'800 una dinastia di armatori, imprenditori del vino, della conservazione del pesce, della ceramica, del turismo, protagonisti di un'epoca d'oro dello sviluppo economico della Sicilia. Ogni capitolo (ciascuno con un titolo iconico che richiama al tema portante: Spezie, seta, cortice, zolfo, pizzo, tonno, sabbia) si apre con un proverbio tipico siciliano.

## Accoglienza
I diritti del libro sono stati venduti già negli Stati Uniti, nei Paesi Bassi, Spagna, Francia, Germania, prima ancora di essere pubblicato in Italia il 6 maggio 2019 dall'Editrice Nord, vincendo il Premio Nazionale Rhegium Julii nella categoria narrativa.
Grazie alle recensioni entusiaste di vari scrittori, fra i quali Nadia Terranova, e al passaparola dei lettori, l'opera è divenuta fin da subito un best seller con 7 edizioni nel primo mese e continue ristampe nel 2020, vendendo oltre 650 000 copie.

## Trama
Il romanzo segue le vicende del calabrese Paolo Florio, che dopo il disastroso terremoto che colpì la loro terra, partì da Bagnara Calabra nel 1799 alla volta della Sicilia con il fratello Ignazio, la moglie Giuseppina e la nipote Vittoria. A Palermo aprì, in via dei Materassai, un'aromateria di spezie. E proprio in quegli anni divenne importante il ruolo di Palermo e della Sicilia in generale: con la conquista francese del regno di Napoli, l'isola divenne un crocevia in cui gli inglesi diedero avvio a un commercio molto fiorente. Nel 1807 Paolo Florio muore, lasciando erede universale suo figlio Vincenzo, di soli otto anni, lasciato alle cure della madre Giuseppina. Lo zio Ignazio forma la società “Ignazio e Vincenzo Florio”, che prospera e si impone in città. Ingrandisce l'aromateria commerciando con mezza Europa, prospera nel commercio di zolfo, prende in gestione le tonnare di San Nicola e Vergine Maria nei pressi di Palermo, acquista case e terreni dagli spiantati nobili palermitani, creano una loro compagnia di navigazione.
Nel 1828 muore anche Ignazio e quindi Vincenzo, che ormai ha 29 anni, assume la guida degli affari. La società "Ignazio e Vincenzo Florio" comincia a ricevere carichi navali da tutta Europa e Vincenzo Florio, giovanissimo, è ormai un ricco commerciante che tratta di tutto, come la lavorazione e produzione di tabacco, coltivazione del cotone; investì nel settore dei trasporti con battelli a vapore con piroscafi- tra questi, il Palermo- che coprivano enormi collegamenti giungendo perfino in America; sviluppò la produzione del Marsala e del cognac sull’esempio degli inglesi Ingham e Woodhouse, rendendoli prestigiosi e conosciuti, affidandone la gestione prima a Raffaele Barbaro, poi al cognato Giovanni Portalupi, in seguito al figlio Ignazio; inoltre aprì a Palermo la fonderia Oretea. L'affitto della tonnara di Favignana dai Pallavicino di Genova, con un metodo rivoluzionario per conservare il tonno, sott’olio e in lattina, ne rilancia il consumo. Con la nascita del figlio Ignazio Florio, avuto dalla milanese Giulia Portalupi, si unisce a questa in matrimonio nel 1840 a Livorno dopo avere avuto anche due figlie illegittime: Angela e Giuseppina. Con lei si trasferirà nella villa dei Quattro Pizzi all'Arenella, costruita dall'amico Carlo Giachery. Le vicende si intrecciano con quelle dell'isola, dalla rivoluzione siciliana del 1848 allo sbarco a Marsala di Garibaldi nel 1860. Il romanzo termina con la morte di Vincenzo nel 1868.

## Adattamenti
Il romanzo è stato adattato in una serie televisiva omonima uscita su Disney+ il 25 ottobre 2023.

## Edizioni
- I Leoni di Sicilia, Collana Narrativa, Editrice Nord, Milano, 2019, ISBN 978-88-429-3153-9.

### Traduzioni
- (EN) The Florios of Sicily: a novel, traduzione di Katherine Gregor, New York, HarperVia, 2020, ISBN 9780063030138.
- (ES) Los leones de Sicilia: la saga de los Florio, traduzione di César Palma Hunt, Barcellona, Grijalbo, 2020, ISBN 9788425357381.
- (SQ) Luanët e Sicilisë, traduzione di Romina Kasharaj, Tirana, Living, 2020, ISBN 9789928216878.
- (FR) Les lions de Sicile: Les Florio, traduzione di Renaud Temperini, Parigi, Albin Michel, 2021, ISBN 9782226442024.
- (DE) Die Löwen von Sizilien: Die Geschichte einer Familie, traduzione di Judith Schwaab, Monaco di Baviera, Goldmann, 2021, ISBN 9783442491230.